# Cyperus cephalotes
Cyperus cephalotes är en halvgräsart som beskrevs av Vahl. Cyperus cephalotes ingår i släktet papyrusar, och familjen halvgräs. IUCN kategoriserar arten globalt som livskraftig. Inga underarter finns listade i Catalogue of Life.